# Acero inoxidable austenítico

Micrografía electrónica de transmisión por difracción de haz convergente (CBED) de un eje de zona de un acero inoxidable austenítico.

El acero inoxidable austenítico es un tipo específico de aleación de acero inoxidable. Los aceros inoxidables pueden clasificarse por su estructura cristalina en cuatro tipos principales: austenítico, ferrítico, martensítico y dúplex. Los aceros inoxidables austeníticos poseen austenita como su estructura cristalina primaria (cúbica centrada en la cara). Esta estructura cristalina de austenita se logra mediante adiciones suficientes de los elementos estabilizadores de austenita: níquel, manganeso y nitrógeno. Su estructura cristalina evita que los aceros austeníticos sean endurecibles por tratamiento térmico y los hace esencialmente no magnéticos.

## Introducción
Es el tipo más común de acero inoxidable y ampliamente utilizado para diversos fines. 
El acero inoxidable austenítico es un descubrimiento alemán de Benno Strauss y Eduard Maurer que trabajaba en la Krupp. La patente se presentó en 1912.
Los aceros inoxidables austeníticos se clasifican como «aceros inoxidables de cromo-níquel» porque contienen cromo, que es el elemento principal que produce la resistencia a la corrosión del acero inoxidable, y el níquel, que estabiliza la austenita, como componentes principales. El acero inoxidable 18Cr-8Ni que contiene 18 % de cromo (concentración de porcentaje en masa) y 8 % de níquel es un tipo de acero austenítico típico y estándar, que corresponde a SUS304 según lo establecido por los estándares industriales japoneses.
Dependiendo de la composición específica y el proceso de fabricación, la resistencia a la corrosión austenítica es una de las más altas en acero inoxidable. Posee excelente ductilidad y pequeño grado de fragilidad incluso en entornos criogénicos. Incluso en un entorno de alta temperatura, la disminución de la resistencia es pequeña en comparación con otros tipos de acero inoxidable. También hay un grado de acero austenítico de alta resistencia que tiene la propiedad de causar la transformación martensítica cuando se aplica un trabajo plástico. Por lo general, se somete a un tratamiento térmico en solución para uso práctico. La maquinabilidad es ligeramente inferior en el corte. Cuando se expone a un cierto rango de alta temperatura durante un cierto período de tiempo, hay un fenómeno llamado sensibilización en el que disminuye la resistencia a la corrosión, y se requiere precaución en la soldadura austenítica y el tratamiento térmico.

## Composición y estructura
El acero inoxidable austenítico, la estructura de metal frío en la austenita se convierte en acero inoxidable es un. El acero inoxidable es un acero aleado que contiene 10.5 % ( concentración porcentual de masa ) de cromo, y el cromo contenido en la aleación es responsable de la resistencia a la corrosión del acero inoxidable. En el hierro puro, la estructura metálica se convierte en austenita (hierro γ) solo a alta temperatura, y a temperatura ambiente es una estructura de ferrita (hierro α). Al agregar cromo al hierro puro, la temperatura mínima a la que la austenita está presente de manera estable se extiende a aproximadamente 830 °C. Sin embargo, cuando el contenido de cromo excede aproximadamente el 7 %,  por el contrario, el rango de temperatura en el que está presente la austenita se vuelve más pequeño, y la región de austenita finalmente desaparece a medida que aumenta el contenido de cromo. Por otro lado, cuando se agrega níquel al hierro puro, el rango de temperatura en el que está presente la austenita se expande ampliamente, y la temperatura más baja a la que existe austenita de manera estable se extiende a aproximadamente 500 °C al 30 % de níquel.
Un elemento que expande el rango de existencia de austenita como el níquel se llama elemento formador de austenita, y un elemento que expande el área de existencia de ferrita como el cromo se llama elemento formador de ferrita. Los aceros austeníticos se clasifican como aceros inoxidables al cromo-níquel (aceros inoxidables al Cr-Ni) porque contienen níquel, que es un elemento formador de austenita, como el componente principal además del cromo. Los grados austeníticos típicos incluyen aproximadamente 18 % de cromo y aproximadamente 8 % de níquel. Esto es equivalente a SUS304 y SUS302 en JIS estándar tipos de acero, y es también conocido como acero 18Cr-8Ni inoxidable, de acero inoxidable 18-8, y series 18Cr-8Ni.

## Tipos
Hay dos subgrupos de acero inoxidable austenítico. Los aceros inoxidables de la serie 300 logran su estructura austenítica principalmente mediante la adición de níquel, mientras que los aceros inoxidables de la serie 200 reemplazan el níquel con manganeso y nitrógeno, aunque todavía queda una pequeña cantidad de níquel.
El acero inoxidable de la serie 300 es un gran subgrupo. El acero inoxidable austenítico más común y el más común de todos los aceros inoxidables es el Tipo 304, también conocido como 18/8 o A2. El tipo 304 se usa ampliamente en artículos como utensilios de cocina, cubiertos y equipos de cocina. El tipo 316 es el siguiente acero inoxidable austenítico más común. Algunas series 300, como la Tipo 316, también contienen algo de molibdeno para mejorar la resistencia al ácido y la resistencia al ataque local (por ejemplo, picaduras y corrosión en grietas). La mayor adición de nitrógeno en la serie 200 les da mayor resistencia mecánica que en la serie 300.
Otros aceros inoxidables austeníticos conocidos son los tipos 309 y 310, que se utilizan en entornos con temperaturas superiores a 800 °C.
La aleación 20 (Carpenter 20) es un acero inoxidable austenítico con excelente resistencia al ácido sulfúrico caliente y muchos otros medios corrosivos que pueden atacar fácilmente al acero inoxidable tipo 316. Esta aleación tiene una excelente resistencia a la corrosión por ebullición del 20-40 %. ácido sulfúrico. La aleación 20 tiene excelentes propiedades mecánicas, y la presencia de niobio en la aleación minimiza la precipitación de carburos durante la soldadura.